# Christoph Busch (Rechtswissenschaftler)
Christoph Busch (* 1975 in Siegen) ist ein deutscher Rechtswissenschaftler. Er ist Direktor des European Legal Studies Institute an der Universität Osnabrück. Seine Forschungsschwerpunkte liegen im Bereich des Europäischen Wirtschaftsrechts und der Regulierung digitaler Märkte.

## Leben
Ab 1996 studierte Christoph Busch Rechtswissenschaften an den Universitäten Münster und Paris-Nanterre. 1999 erwarb er in Paris den Titel Maîtrise en Droit. 2002 schloss er sein Studium mit dem Ersten Juristischen Staatsexamen ab. Nach dem Referendariat in Düsseldorf und New York absolvierte er 2006 das Zweite Juristische Staatsexamen. 2007 promovierte er an der Universität Bielefeld bei Hans Schulte-Nölke. 2012 wurde er an der Universität Osnabrück habilitiert und erhielt die venia legendi für die Fächer Bürgerliches Recht, Europäisches Privat- und Wirtschaftsrecht, Internationales Privatrecht und Rechtsvergleichung.
Von 2013 bis 2014 war Christoph Busch Professor an der EBS Universität für Wirtschaft und Recht in Wiesbaden. 2014 nahm er einen Ruf an die Universität Osnabrück auf den Lehrstuhl für Deutsches und Europäisches Privat- und Wirtschaftsrecht sowie Internationales Privatrecht an. Er ist Direktor des European Legal Studies Institute und Co-Sprecher der Profillinie „Digitale Gesellschaft – Innovation – Regulierung“ an der Universität Osnabrück.

## Wirken
Seit 2017 ist Christoph Busch Mitglied im Vorstand („Council“) des European Law Institute. 2018 wurde er von der Europäischen Kommission in die Expert Group for the Observatory on the Online Platform Economy berufen. Seit 2020 ist er Visiting Fellow am Information Society Project der Yale Law School in New Haven, USA. Im Jahr 2021 wurde er von der Europäischen Kommission in die Consumer Policy Advisory Group berufen. Er ist Mitbegründer und Mitherausgeber des Journal of European Consumer and Market Law. Seit 2022 gehört er dem Sachverständigenrat für Verbraucherfragen (SVRV) an, der die Bundesregierung zu Fragen der Verbraucherpolitik berät. Im Mai 2024 wurde er zum Vorsitzenden des SVRV gewählt.
Im Rahmen des Projekts „Granular Society - Granular Law: Individuality and Normative Models in the Data Society“, das von der VolkswagenStiftung mit einem Momentum Grant gefördert wird, untersucht Christoph Busch die Auswirkungen der digitalen Transformation auf das Verhältnis von Recht und Individualität. Aus rechtsvergleichender Perspektive forscht er ferner zur Regulierung digitaler Märkte in Korea und Japan.

## Veröffentlichungen (Auswahl)
Als Autor
- Informationspflichten im Wettbewerbs- und Vertragsrecht: Parallelen in UWG und BGB. Mohr Siebeck, Tübingen 2008. ISBN 978-3-16-149537-3.
- mit Vera Demary, Barbara Engels, Justus Haucap, Christiane Kehder, Ina Loebert, Christian Rusche: Sharing Economy in Deutschland: Stellenwert und Regulierungsoptionen für Beherbergungsdienstleistungen, Nomos, Baden-Baden 2019. ISBN 978-3-8487-5505-9.
- Mehr Fairness und Transparenz in der Plattformökonomie? Die P2B-Verordnung im Überblick, GRUR 2019, S. 788–797.
- Implementing Personalized Law: Personalized Disclosures in Consumer Law and Data Privacy Law, 86 The University of Chicago Law Review 309 (2019).
- Self-Regulation and Regulatory Intermediation in the Platform Economy, in: Cantero Gamito/Micklitz (eds.) The Role of the EU in Transnational Legal Ordering: Standards, Contracts and Codes, Edward Elgar, Cheltenham 2020, S. 115–134. ISBN 978-1-78811-840-8.

Als Herausgeber
- mit Hans Schulte-Nölke: EU Compendium Fundamental Rights and Private Law. Sellier, München 2011. ISBN 978-3-86653-178-9.
- mit Alberto De Franceschi: Algorithmic Regulation and Personalized Law. Hart Publishing, Oxford 2021. ISBN 978-1-5099-3175-0.